# Saint-Léger-de-Balson
Saint-Léger-de-Balson è un comune francese di 322 abitanti situato nel dipartimento della Gironda nella regione della Nuova Aquitania.

## Società

### Evoluzione demografica
Abitanti censiti